# バムルンラート病院
バムルンラード病院（-びょういん　英：Bumrungrad International Hospital）は、タイのバンコク・ワッタナー区にある病院である。東南アジアで最大規模の病院のひとつであり、タイの株式市場へ上場している株式会社によって運営されている。バムルンラード病院とも呼称される。

## 概要
設立は1980年。500以上の病床、20以上の専門センター、700人以上の看護師、900人以上の医師を擁し、1日に最大3500人の外来患者を受け入れることができる（2007年時点。なお、病床600、外来受け入れ6000人を目指し改装中）。医師には、外国の医師免許を持つものも多く、例えば、アメリカの免許を持つものは約200人である。
外来患者数は、年間約100万人。うち、約40万人は外国からの受け入れとなっている。アメリカ同時多発テロ事件以降、欧米で高度な治療を受けづらくなった中東からも多くの患者が訪れる。2007年の売上高は、94億1300万バーツ（当時のレートで約300億円）。病院は2002年、ジョイント・コミッション・インターナショナルの認証を取得した。

## 特徴
バムルンラード病院の特徴として、提供するサービスの質が高いことが挙げられる。高度な医療はもちろんだが、それ以外でも「ライバルは5つ星ホテル」より引用と語り、患者が外来の待ち時間や入院中でも快適に過ごせるよう、高級スポーツクラブなみの着替え室、各国のレストランを開設しての食事提供など、様々なサービスを行っている。サービスの対象はタイ人だけにとどまらない。英語や日本語、ヘブライ語にまで対応した通訳や病院案内など、外国人患者へも配慮を行っている。
最近は、健康診断や海外からの短期手術も積極的に展開しており、日本語を含めたホームページでの活動も活発である。

## 経営陣の姿勢
バムルンラード病院の経営陣は、アメリカやオーストラリア、シンガポール、イギリスなど病院経営経験者によって構成されている。CEOは、カーティス・シュローダー（2007年時点）。高品質なサービスの背景には、経営陣が患者を顧客と考え、患者の顧客満足度を高めることを意識していることにあるという。同時に、高い医療サービスを提供する医師などの医療スタッフもまた、経営陣にとっては大切な顧客であるという。経営陣は、主な顧客層は国内外の裕福な層と定め、経営を行っている。また、国外へのM&Aも行っている。